# Ding Dong Bell
"Ding Dong Bell" er en gammel, engelsksproget børnesang, der kendes fra det 16. århundrede. Organist John Lant ved Winchester Cathedral nedskrev i 1580 nogle linjer, der indeholder denne frase. Ordene forekommer også flere steder i skuespil af William Shakespeare, dog muligvis som anvisninger om lydeffekter.

## Teksten
Teksten lyder i en moderne udgave således:
Ding, dong, bell,
Pussy’s in the well.
Who put her in?
Little Johnny Green.
Who pulled her out?
Little Tommy Stout.
What a naughty boy was that,
To try to drown poor pussy cat,
Who ne’er did him any harm,
But killed all the mice in the farmer's barn.